# Hookeriales
Hookeriales là một bộ rêu trong ngành Bryophyta.